# لو تسيوروبولوس
لو تسيوروبولوس (بالإنجليزية: Lou Tsioropoulos)‏ مواليد 31 أغسطس 1930 في لين - الوفاة 22 أغسطس 2015، كان لاعب كرة سلة يوناني. بدأ مسيرته الاحترافية في سنة 1956. تم اختياره من قبل فريق بوسطن سيلتكس خلال الدرافت. بلغ طوله 6 قدم 5 بوصة (2.0 م). اعتزل اللعب في 1959. فاز بلقب دوري إن بي إيه.

## روابط خارجية
- لو تسيوروبولوس على موقع إن بي أي (الإنجليزية)
- لو تسيوروبولوس على موقع سبورتس رفرنس (الإنجليزية)
- لو تسيوروبولوس على موقع كلية كرة السلة في سبورتس رفرنس.كوم (الإنجليزية)
- لو تسيوروبولوس على موقع ريلجم (الإنجليزية)
- لو تسيوروبولوس على موقع بروبوليرز (الإنجليزية)